# Stuart Gordon
Stuart Gordon (Chicago, 11 augustus 1947 – 24 maart 2020) was een Amerikaanse filmregisseur, scenarioschrijver en producent wiens werk met name gericht is op publiek binnen het horrorgenre. Na zijn eerste (drama)film, toneelverfilming Bleacher Bums (1979), brak hij in 1985 door met de cultfilm Re-Animator. Gordons werk werd meermaals bekroond, met name op filmfestivals voor horror-, sciencefiction- en fantasyfilms en vier keer op het Filmfestival van Sitges.

## Lovecraft
Hoewel Gordon zich sinds zijn doorbraak niet exclusief op horrorfilms richtte, vormen griezelfilms een aanzienlijk deel van zijn productie. Tussen 1985 en 1995 volgde hij Re-Animator op met onder meer de horrorfilms From Beyond (1986), Dolls (1987), Daughter of Darkness (1990), The Pit and the Pendulum (1991) en Castle Freak (1995). Meer dan eens vormden daarbij, net als bij Re-Animator, de verhalen van H.P. Lovecraft de inspiratie. Gordon liet ook meer dan eens zijn waardering voor Edgar Allan Poe blijken in zijn producties.
Met Dagon begaf hij zich na een reeks andersoortige projecten in 2001 weer met een Lovecraft-verfilming op het horrorpad. Daarna voegde hij nog King of the Ants (2003) en Stuck (2007) toe aan het griezelgenre. Gordon maakte vooral films, maar was ook scenarioschrijver voor twee televisieseries. Zo schreef hij 22 afleveringen van de ziekenhuiskomedie E/R (1984-1985) en 66 van Honey, I Shrunk the Kids (1997-2000). Gordon schreef zelf eerder ook de gelijknamige film.
Gordon trouwde in 1968 met Carolyn Purdy, met wie hij samen bleef tot aan zijn dood. Ze kregen samen drie kinderen, alle drie dochters. Gordon liet zijn vrouw in tien van zijn films spelen en daarin regelmatig vermoorden.

## Masters of Horror
Gordon was een van de zeven regisseurs die voor beide seizoenen van Masters of Horror een film maakte: Lovecrafts Dreams in the Witch House en Poe's The Black Cat (eerder verfilmd door genrelegende Lucio Fulci). Toen bedenker Mick Garris na twee jaar zijn geesteskind meenam naar NBC, nodigde hij Gordon uit om ook voor het 'eerste' seizoen van zijn 'nieuwe' anthologieserie Fear Itself een film te maken. Dat werd Eater (2008).

## House of Re-Animator
Gordon zou in 2010 een vierde Re-Animator-film maken, House of Re-Animator (Gordons goede vriend Brian Yuzna regisseerde de eerste twee vervolgen). Hierin zou net als in de eerdere delen Jeffrey Combs weer de hoofdrol spelen, nadat Gordon hem na Re-Animator ook hoofdrollen gaf in From Beyond, The Black Cat en Castle Freak. Combs' personage 'Herbert West' zou in House of Re-Animator de president van de Verenigde Staten weer tot leven wekken, met alle onbedoelde bijverschijnselen van Wests methoden als gevolg. De film kwam er nooit.

## Filmografie
| - Bunker of Blood: Chapter 5: Psycho Sideshow: Demon Freaks (2018) - Fear Itself: Eater (2008) - Stuck (2007) - Masters of Horror: The Black Cat (2007) - Masters of Horror: Dreams in the Witch House (2005) - Edmond (2005) - King of the Ants (2003) - Dagon (2001) - The Wonderful Ice Cream Suit (1998) - Space Truckers (1996) - Castle Freak (1995) - Fortress (1992) - The Pit and the Pendulum (1991) - Daughter of Darkness (1990, televisiefilm) - Robot Jox (1989) - Dolls (1987) - From Beyond (1986) - Re-Animator (1985) - Bleacher Bums (1979, televisiefilm) | - Stuck (2007) - Masters of Horror: The Black Cat (2007) - Masters of Horror: Dreams in the Witch House (2005) - Progeny (1998) - Robo Warriors (1996) - Space Truckers (1996) - The Dentist (1996) - Castle Freak (1995) - Body Snatchers (1993) - Honey, I Blew Up the Kid (1992) - Robot Jox (1989) - Honey, I Shrunk the Kids (1989) - From Beyond (1986) - Re-Animator (1985) - Bleacher Bums (1979, televisiefilm) |

### Als producent
- Stuck (2007)
- Edmond (2005)
- King of the Ants (2003)
- Deathbed (2002)
- Progeny (1998)
- The Wonderful Ice Cream Suit (1998)
- Space Truckers (1996)
- Honey, I Blew Up the Kid (1992)

- Bibsys: 1584082800032
- Biblioteca Nacional de España: XX1333459
- Bibliothèque nationale de France: cb139708959 (data)
- Catàleg d'autoritats de noms i títols de Catalunya: 981058521392706706
- Gemeinsame Normdatei: 135711193
- International Standard Name Identifier: 0000 0001 2145 9505
- Library of Congress Control Number: no2011096990
- Nationale Bibliotheek van Tsjechië: jn20000602114
- Nationale Bibliotheek van Israël: 987012289205405171
- Nederlandse Thesaurus van Auteursnamen: 121185044
- Réseau des bibliothèques de Suisse occidentale: 02-A013082336
- SNAC: w6vn31pn
- Système universitaire de documentation: 077396588
- Virtual International Authority File: 102398724
- WorldCat: E39PBJq6XjgPqRfB74bCj49MT3